# Santa Bernardina

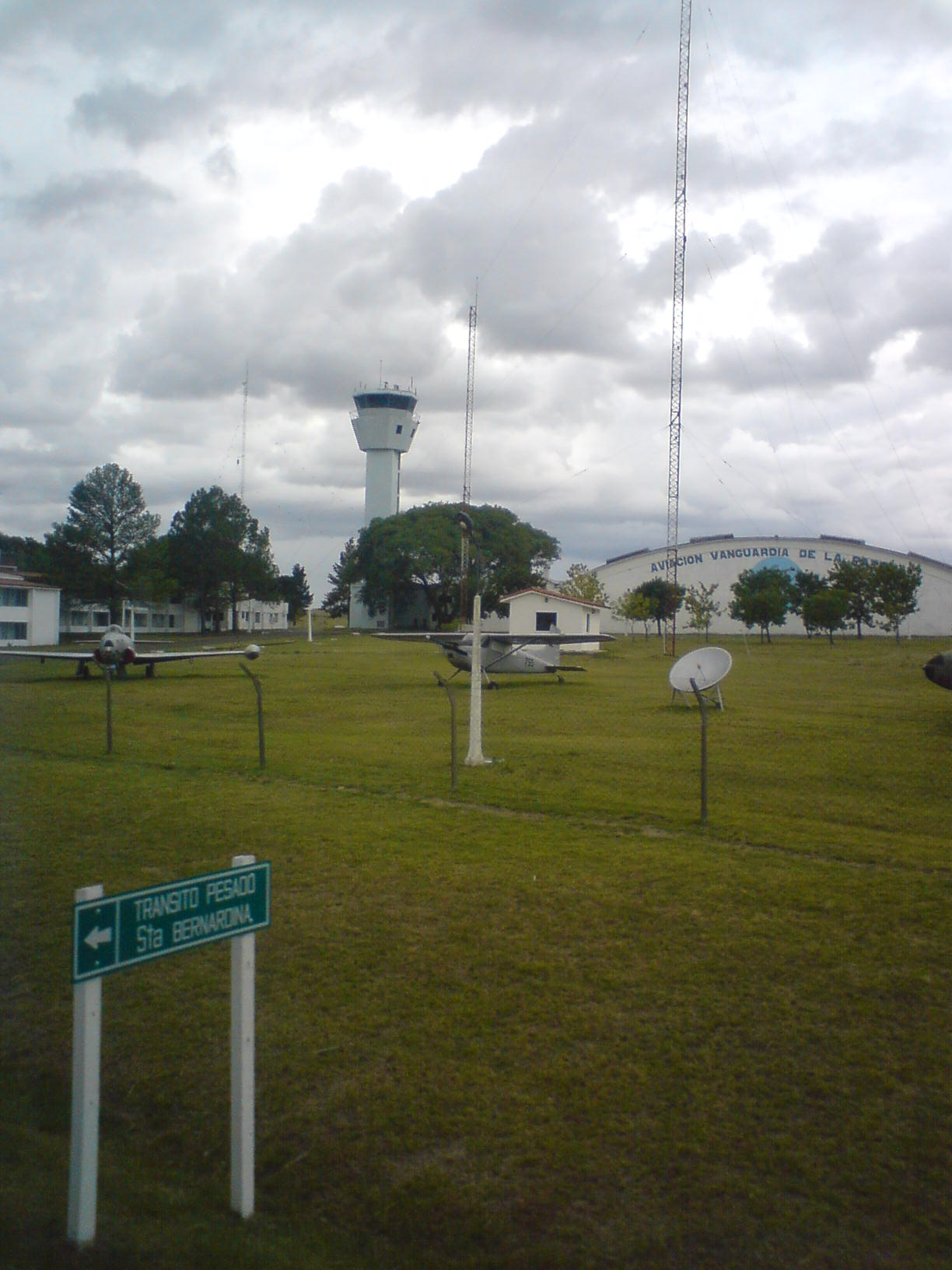
Aeropuerto de Durazno

Santa Bernardina ist eine Stadt im Zentrum Uruguays.

## Geographie
Sie befindet sich im südwestlichen Teil des Departamento Durazno in dessen Sektor 2. Sie grenzt an die Departamento-Hauptstadt Durazno in deren Norden und liegt somit am rechtsseitigen Ufer des Río Yí. Nordöstlich ist Ombúes de Oribe gelegen.

## Infrastruktur

### Verkehr
Unmittelbar östlich des Ortes befindet sich der Flughafen Santa Bernardina mit dem Luftstreitkräfte-Stützpunkt Base Aérea Teniente 2° Mario W. Parallada der Brigada Aérea II.

### Wirtschaft
Santa Bernadina ist Sitz des Unternehmens Frigoyí, einer Gefrierfleischfabrik (Frigorífico).

## Einwohner
Santa Bernardina hatte bei der Volkszählung im Jahr 2011 1.094 Einwohner, davon 544 männliche und 550 weibliche.
| Jahr | Einwohner |
| ---- | --------- |
| 1963 | 887       |
| 1975 | 1.441     |
| 1985 | 1.371     |
| 1996 | 1.243     |
| 2004 | 1.333     |
| 2011 | 1.094     |

Quelle: Instituto Nacional de Estadística de Uruguay